# Васьківці (Прилуцький район)
Ваські́вці (Восківці) — село в Україні, у Срібнянській селищній громаді Прилуцького району Чернігівської області. Населення становить 700 осіб (291 двір). До 220 року орган місцевого самоврядування — Васьковецька сільська рада. Розташоване на берегах р. Тростянця (правої притоки р. Лисогору), за 15 км від центру громади та за 22 км від залізничної станції Блотниця.

## Історія
Поблизу села курган 2-1 тис. до н. е.
Вперше згадуються 1666 року як «Восківці». Входили до Срібнянської, з 1761 — до Друговарвинської сотні Прилуцького полку, до Прилуцького повіту (1782—1923), до Срібнянського району Прилуцького округу (1923—1930).

### Гетьманщина
Спочатку село мало назву «Восківці» (від слова «воск» — тут були поширені бджільництво і видобування воску), але з часом перетворилося на сучасну назву. 1666 — 38 господ, селян, з них 27 «орали на 4-х волах, 11 — на 2-х волах»; козаки не показані. В 17 ст. вільне військове село, «до ратуші Срібнянської прислушаюче».
Близько 1700 гетьман Іван Мазепа надав його князю Юрію Четвертинському; потім деякий час селом володів брат його Ян Четвертинський. 1723 В. були відписані на Малоросійську колегію. Коли б.т. М. В. Скоропадський (племінник гетьмана І. Скоропадського) одружився з дочкою Четвертинського, він одержав у посаг В., володів ними і в 1737; у цей час у селі було 70 господарств селян і 59 господарств козаків (18 виборних, 41 підпомічник). У 1780—117 дворів (160 хат) селян, 5 дворів (12 хат) підсусідків, 46 дворів (82 хати) козаків.
У другій половині 18 ст. Васьківці перейшли до сина — б. т. Петра Михайловича Скоропадського, якому належало 511 душ чол. і 564 душі жін. статі селян (1782). Після Петра село успадкувала єдина його дочка Параска, котра вийшла заміж за генер.-лейт. Ів. Нєплюєва. Будучи бездітною, Параска продала В. майору Чоглокову. Після смерті Параски (1796) двоюрідні брати її, Михайло і Петро Яковичі Скоропадські, через суд повернули село собі.

### Імперський період
1797 наліч. 1000 душ чол. статі податкового населення.
Найдавніше знаходження на мапах 1812 рік
У пер. пол. 19 ст. В. належали Скоропадським і Маркевичам (останні купили частину селян у О. Скоропадської). Деякий час у В. жив з своєю родиною майбутній поет, музикант, етнограф, історик і видатний збирач архівних документів Микола Андрійович Маркевич. У селі була садиба Маркевичі — двоповерховий кам'яний будинок, фруктовий сад, ставок (Садиба спалена 1917). У селі діяла дерев. Успенська ц-ва, побудована 1855 (перша ц-ва збудована до 1666), і приписна до неї мурована Іоанно-Предтечинська ц-ва у х. Тростянці (1859).
У 1859—292 двори, 2037 ж. Згідно з реформою 1861 В. створено Волосне правління тимчасовозобов'язаних селян, якому підпорядковано 2 сільс. громади (560 ревіз. душ). Козаки В. підлягали Никонівському Волосному правлінню відомства Палати державного майна. Після реорганізаці ї волостей В. 1867 увійшли до Сокиринської вол. 1-го (1837—1865), пізніше (1865—1923) 2-го стану. 1886—220 дворів селян (2 казенних, 218 власників; останні входили до 2-х сільс. громад — кол. Маркевича та Скоропадського) , 138 дворів козаків, 9 дворів міщан та ін., 395 хат, 2084 ж.; діяли: дерев, ц-ва, земське початкове училище (засн. 1858; у віданні земства з 1872), шинок, крамниця, базар у кожний четвер, 26 вітряків.
1910—460 госп., з них козаків — 175, селян — 267, євреїв — 2, ін. непри-вілейованих — 10, привілейованих — 6, наліч. 2635 ж., у тому числі 19 теслярів, 17 кравців, 7 шевців, 2 столяри, 10 ковалів, 1 слюсар, 243 ткачі, 1 візник, 102 поденники, 16 займалися інтелігентними та 173 ін. неземлеробськими заняттями, все ін. доросле населення займалося землеробством. 2125 дес. придатної землі. Діяли дерев. Успенська ц-ва (у рад. період закрита), земське училище, у якому навчалося 97 хлопч., церковно-парафіяльна школа та школа грамоти.

### Доба УНР та комуністична присутність
З 1917 — у складі УНР. З 1921 — стабільний комуністичний режим. 1923-30 рр. В. — центр сільради. 1925—557 дворів, 2764 ж.; 1930—586 дворів, 2831 ж., діяв тепловий млин. Із залишків зруйнованого будинку садиби Маркевичів 1928 збудовано школу. 1930 насильно закрито православну церкву, яку відразу після цього осквернили -там зробили клуб. Тоді ж комуністи вдалися до систематичного терору проти незалежних господарників, який переріс у голодомор — масові убивства голодом.

#### Голодомор
«Інформаційний лист уповноваженого Варвинського райкому кп(б)у по с. Васьківці І. Сніжка до райкому КП(б)У про відмову керівництва виконувати план хлібозаготівлі через відсутність хліба
17 лютого 1932 р.
1. Справа з виконанням плану хлібозаготівлі по сільраді станом на 17 лютого зірвана. Лютневе
завдання з 450 ц виконано на 10,5 %.
2. Колгоспні бригади, які працювали окремо по колгоспу, не працюють < зняті з роботи головою
колгоспу, він* секретар партгрупи.
3. З боку секретаря партгрупи тов. Горба проведена робота серед колгоспників та колгоспівського
активу про те, що в колгоспників хліба немає і нам нічого робити. Заява тов. Горба 17 лютого про те, що я
не можу проводити хлібозаготівлі серед колгоспників, тому що в них хліба немає, що в мене є 150 заяв
колгоспників, які просять хліба.
4. На пленумі сільради вкупі з активом 17 лютого мною вжито самих рішучих заходів щодо ліквідації такої
думки й рішуче пленум засудив таку думку, домагаючись виконання до 20 лютого 1932 р.
5. З боку секретаря партгрупи проявлено явно на практиці правоопортуністичні дії, про що зафіксовано
в постанові партгрупи.
Уповноважений РПК Сніжок».

## Населення

### Мова
Розподіл населення за рідною мовою за даними перепису 2001 року:
| Мова       | Кількість | Відсоток |
| ---------- | --------- | -------- |
| українська | 687       | 98.14%   |
| російська  | 13        | 1.86%    |
| Усього     | 700       | 100%     |

## Відомі люди
- Батрименко Василь Іванович — доцент Національного університету імені Тараса Шевченка.

## Галерея

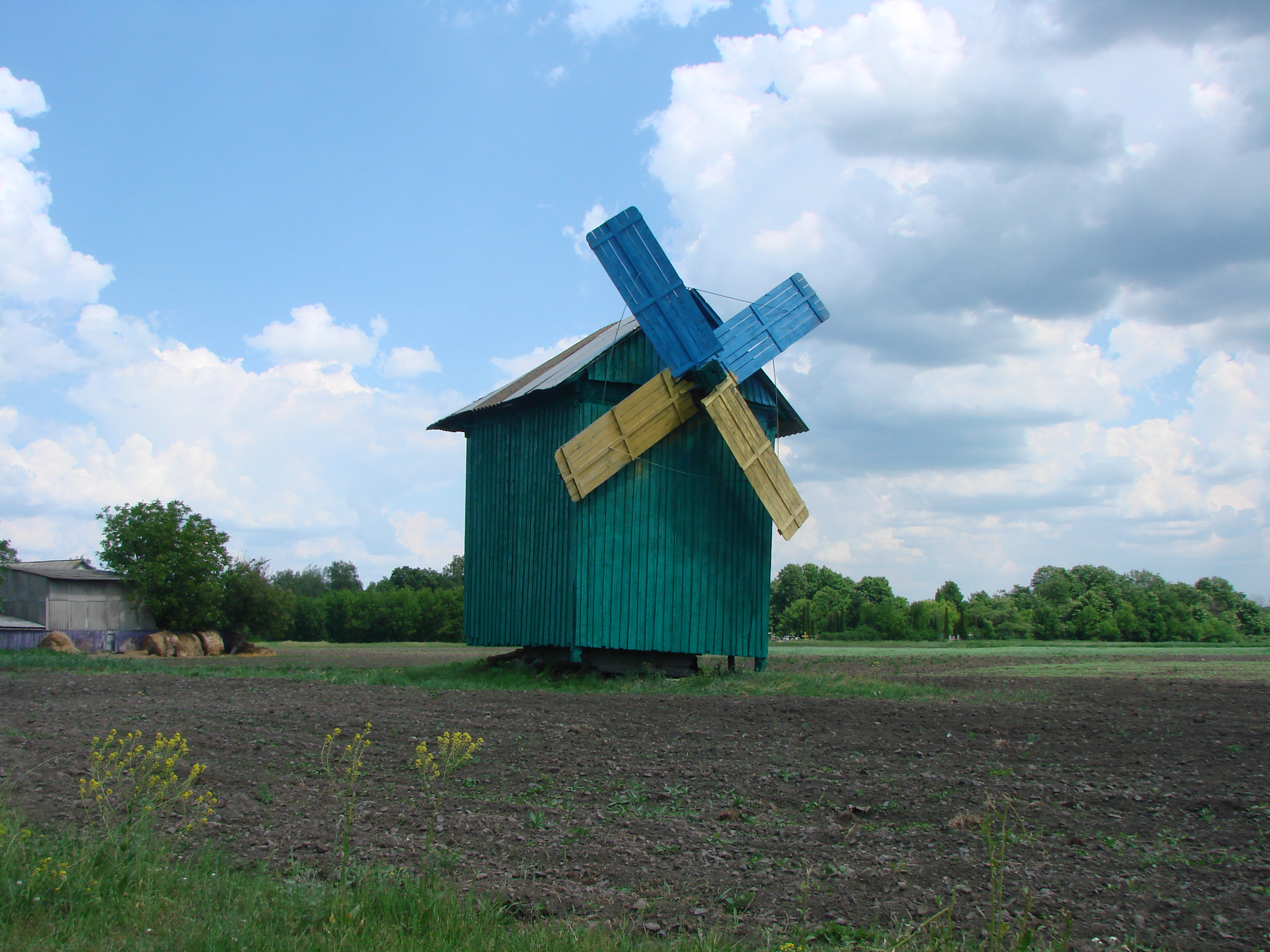
Діючий вітряк у селі, 2017 рік